# James Hamilton, 4. Duke of Abercorn
 James Edward Hamilton, 4. Duke of Abercorn (* 29. Februar 1904 in London; † 4. Juni 1979), war ein britischer Adliger und Politiker.

## Leben
James Hamilton war der ältere Sohn des James Hamilton, 3. Duke of Abercorn und dessen Gemahlin Rosalind Bingham. Als Heir apparent seines Vaters erhielt bei Geburt er den Höflichkeitstitel eines Viscount Strabane und im Alter von 9 Jahren den eines Marquess of Hamilton. Er folgte seinem Vater 1953 als 4. Duke of Abercorn. 
James Hamilton wurde am Eton College ausgebildet. Er diente bei der British Army und wurde anschließend im Rang eines Captain Reserveoffizier der Regular Army Reserve. Ab 1946 hatte er die Ämter des County Councillor und High Sheriff des County Tyrone inne und wurde 1950 Lord-Lieutenant dieses Countys.

## Nachkommen
Er war seit 1928 verheiratet mit Lady Kathleen Crichton (1905–1990), Tochter des Henry William Crichton, Viscount Crichton (1872–1914), mit der er folgende Kinder hatte:
- Lady Moyra Kathleen Hamilton (* 1930), ⚭ 1966 Peter Colin Drummond Campbell;
- James Hamilton, 5. Duke of Abercorn (* 1934);
- Lord Claude Anthony Hamilton (* 1939), ⚭ 1982 Catherine Janet Faulkner.